# Val-d'Oronaye
Val-d'Oronaye è un comune francese del dipartimento delle Alpi dell'Alta Provenza della regione della Provenza-Alpi-Costa Azzurra.
È stato creato il 1º gennaio 2016 dalla fusione dei preesistenti comuni di Meyronnes e Larche.
Il capoluogo è la località di Meyronnes.